# Miguel Falcón Garcia-Ramos
Miguel Falcón Garcia-Ramos, als speler bekend onder de roepnaam Falcón (Toledo, 24 april 1979) is een gewezen Spaanse middenvelder. Hij is voor het ogenblik actief in zijn geboortestad als tweede trainer voor CD Toledo.

## Speler
Hij startte zijn professionele carrière tijdens het seizoen 1998-1999 in de Segunda División A bij Atlético Madrid B. De ploeg speelde een fantastisch jaar en eindigt op de tweede plaats, maar omdat de A-ploeg een reeks hoger staat, was promotie uitgesloten. Het tweede seizoen (1999-2000) was veel minder met een zeventiende plaats en doordat de A-ploeg degradeerde, moest de B-ploeg ook een reeks lager om te vermijden dat ze in dezelfde reeks speelden. Tijdens het eerste jaar in Segunda División B (2000-2001) werd onmiddellijk kampioen gespeeld, maar promotie was uitgesloten aangezien de A-ploeg er niet in slaagde om de promotie af te dwingen.
Tijdens de zomermaanden verhuisde hij naar reeksgenoot UD Mérida dat tijdens het seizoen 2001-2002 negentiende eindigde, maar zich wist te handhaven dankzij het forfait van CD Compostela, dat in financiële problemen verkeerde.
Hij stapte echter na dit seizoen over naar het net gepromoveerde CF Ciudad de Murcia, waarvoor hij 4 seizoenen in Segunda División A speelde, totdat de zakenman Carlos Marsa Valdovinos de ploeg overnam en de ploeg verhuisde naar Granada. Dit werd echter geen succes want tijdens het seizoen 2007-2008 eindigde de ploeg op de eenentwintigste plaats met degradatie als gevolg.
In het seizoen stapte hij over naar FC Cartagena waarmee hij tijdens het seizoen 2008-2009 kampioen werd van de Segunda División B. Hij was een van de zeven spelers die door de club behouden bleven in de kern voor de Segunda División A en speelde 29 wedstrijden.
Op het einde van het seizoen werd hij echter te licht bevonden en keerde vanaf 2010-2011 terug naar het in Segunda División B uitkomend Real Oviedo. Daar kende hij twee rustige seizoenen met respectievelijk een achtste plaats en een zesde plaats als eindresultaat.
Het daaropvolgende seizoen 2012-2013 keerde hij terug naar zijn geboortestad en tekende een contract bij CD Toledo, een ploeg die net gedegradeerd was naar de Tercera División. Met deze ploeg werd hij kampioen tijdens de reguliere competitie om daarna de terugkeer naar de Segunda División B af te dwingen.

## Trainer
Het daaropvolgende seizoen 2013-2014 werd hij tweede trainer van CD Toledo, een ploeg uit de Segunda División B. De ploeg eindigde op een derde plaats en kon zo deelnemen aan de eindronde.